# Acronicta vernalis
Acronicta vernalis är en fjärilsart som beskrevs av Frings. Acronicta vernalis ingår i släktet Acronicta och familjen nattflyn. Inga underarter finns listade i Catalogue of Life.